# John Marvin LeVoir
John Marvin LeVoir (Minneapolis, 7 febbraio 1946) è un vescovo cattolico statunitense, dal 6 agosto 2020 vescovo emerito di New Ulm.

## Biografia
Monsignor John Marvin LeVoir è nato a Minneapolis, Minnesota, il 7 febbraio 1946 da Marvin e Mary LeVoir. Ha due fratelli, Frederick e Paul, e una sorella, Mary Ellen.

### Formazione e ministero sacerdotale
Ha studiato all'Università di St. Thomas del Minnesota dove nel 1968 ha conseguito un Bachelor of Science in chimica e all'Università del Minnesota dove nel 1971 ha conseguito un Bachelor of Science in contabilità nel 1971. Ha poi lavorato come ragioniere pubblico certificato per varie aziende e ha anche insegnato contabilità all'Università del Minnesota dove nel 1974 ha ottenuto un Bachelor of Arts in storia.
Nel 1976 è entrato nel seminario dell'arcidiocesi di Saint Paul e Minneapolis dove nel 1981 ha conseguito un Master of Divinity.
Il 30 maggio 1981 è stato ordinato presbitero per l'arcidiocesi di Saint Paul e Minneapolis da monsignor John Robert Roach. In seguito è stato vicario parrocchiale della parrocchia di San Carlo Borromeo a St. Anthony dal 1981 al 1992, parroco della parrocchia della Santissima Trinità a Saint Paul dal 1992 al 2004, parroco della parrocchia di Sant'Agostino a Saint Paul dal 2000 al 2004 e parroco delle parrocchie di San Michele e Santa Maria a Saint Paul a Stillwater dal 2004 alla nomina episcopale. Nell'ambito delle ultime due parrocchie è compresa anche una scuola regionale. È co-autore di: "Covenant of Love: John Paul II on Sexuality, Marriage, and Family in the Modern World", "Faith for Today" e della serie "Image of God", adottata a livello nazionale per l'istruzione religiosa cattolica nelle scuole primarie e secondarie.

### Ministero episcopale
Il 14 luglio 2008 papa Benedetto XVI lo ha nominato vescovo di New Ulm. Ha ricevuto l'ordinazione episcopale il 15 settembre successivo dall'arcivescovo metropolita di Saint Paul e Minneapolis John Clayton Nienstedt, coconsacranti il vescovo di Columbus Frederick Francis Campbell e quello di Superior Peter Forsyth Christensen.
Nel marzo del 2012 ha compiuto la visita ad limina.
Il 6 agosto 2020 papa Francesco ha accolto la sua rinuncia anticipata al governo pastorale della diocesi per motivi di salute; da allora ha assunto il titolo di vescovo emerito di New Ulm.

## Genealogia episcopale
La genealogia episcopale è:
- Cardinal Scipione Rebiba
- Cardinale Giulio Antonio Santori
- Cardinale Girolamo Bernerio, O.P.
- Arcivescovo Galeazzo Sanvitale
- Cardinale Ludovico Ludovisi
- Cardinale Luigi Caetani
- Cardinale Ulderico Carpegna
- Cardinale Paluzzo Paluzzi Altieri degli Albertoni
- Papa Benedetto XIII
- Papa Benedetto XIV
- Papa Clemente XIII
- Cardinale Marcantonio Colonna
- Cardinale Giacinto Sigismondo Gerdil, B.
- Cardinale Giulio Maria della Somaglia
- Cardinale Carlo Odescalchi, S.I.
- Cardinale Costantino Patrizi Naro
- Cardinale Lucido Maria Parocchi
- Papa Pio X
- Cardinale Gaetano De Lai
- Cardinale Raffaele Carlo Rossi, O.C.D.
- Cardinale Amleto Giovanni Cicognani
- Cardinale Pio Laghi
- Cardinale Adam Joseph Maida
- Arcivescovo John Clayton Nienstedt
- Vescovo John Marvin LeVoir

## Araldica
| Stemma | Titolare                              | Descrizione |
|        | John Marvin LeVoir Vescovo di New Ulm | Lo stemma di monsignor John M. LeVoir riflette la sua storia e il suo ruolo di ordinario diocesano. Esso è diviso in tre parti (chapé ployé) a imitazione dello stemma di papa Benedetto XVI. Nella parte destra è presente lo stemma di papa Giovanni Paolo II, un unico disegno che contiene un triplice significato. In primo luogo, monsignor LeVoir ha scelto l'oro, la croce e la lettera M su campo blu per esprimere la sua gratitudine per la vita di santità di papa Giovanni Paolo II. In secondo luogo, la lettera "M" ai piedi della croce riflette la grande devozione del vescovo LeVoir a Maria, la Madre di Dio. In terzo luogo onora l'eredità polacca che il vescovo LeVoir condivide con il pontefice per via materna. Nella parte sinistra sono presenti un giglio e una squadra su campo oro che rappresentano San Giuseppe, marito di Maria, il cui esempio di purezza e umiltà il vescovo LeVoir si sforza di imitare. Il campo inferiore contiene delle onde blu e bianche modellate sullo stemma dell'arcidiocesi di Saint Paul e Minneapolis, per la quale monsignor LeVoir è stato ordinato sacerdote. Attraverso una tecnica chiamata inscudamento, lo stemma della diocesi di New Ulm è imposto su questo campo, riflettendo la nuova missione del vescovo LeVoir di lasciare la sua diocesi di origine e di servire la Chiesa a New Ulm. I bracci della croce processionale terminano con una croce gigliata per riflettere l'eredità francese del vescovo LeVoir per via paterna. Monsignor LeVoir ha scelto il motto Nolite timere, "Non aver paura", (Mt 14, 27), pronunciato da Cristo, che spesso incoraggiava i suoi discepoli con questa espressione. Queste parole furono tra le prime pronunciate da papa Giovanni Paolo II dopo la sua elezione al Soglio di Pietro. Monsignor LeVoir ritiene che questo messaggio sia essenziale per la Chiesa pellegrina di oggi mentre viaggia verso la sua casa celeste con coraggio e speranza. |